# چکیویک
چکیویک (به لاتین: Trzeciewiec) یک سکونتگاه مسکونی در لهستان است که در Gmina Dobrcz واقع شده‌است.

## خصوصیات
چکیویک ۵۲۰ نفر جمعیت دارد.